# Kaple Jména Panny Marie (Sněžník)
Kaple Jména Panny Marie ve Sněžníku je sakrální stavbou v místní části města Jílové v okrese Děčín.

## Historie

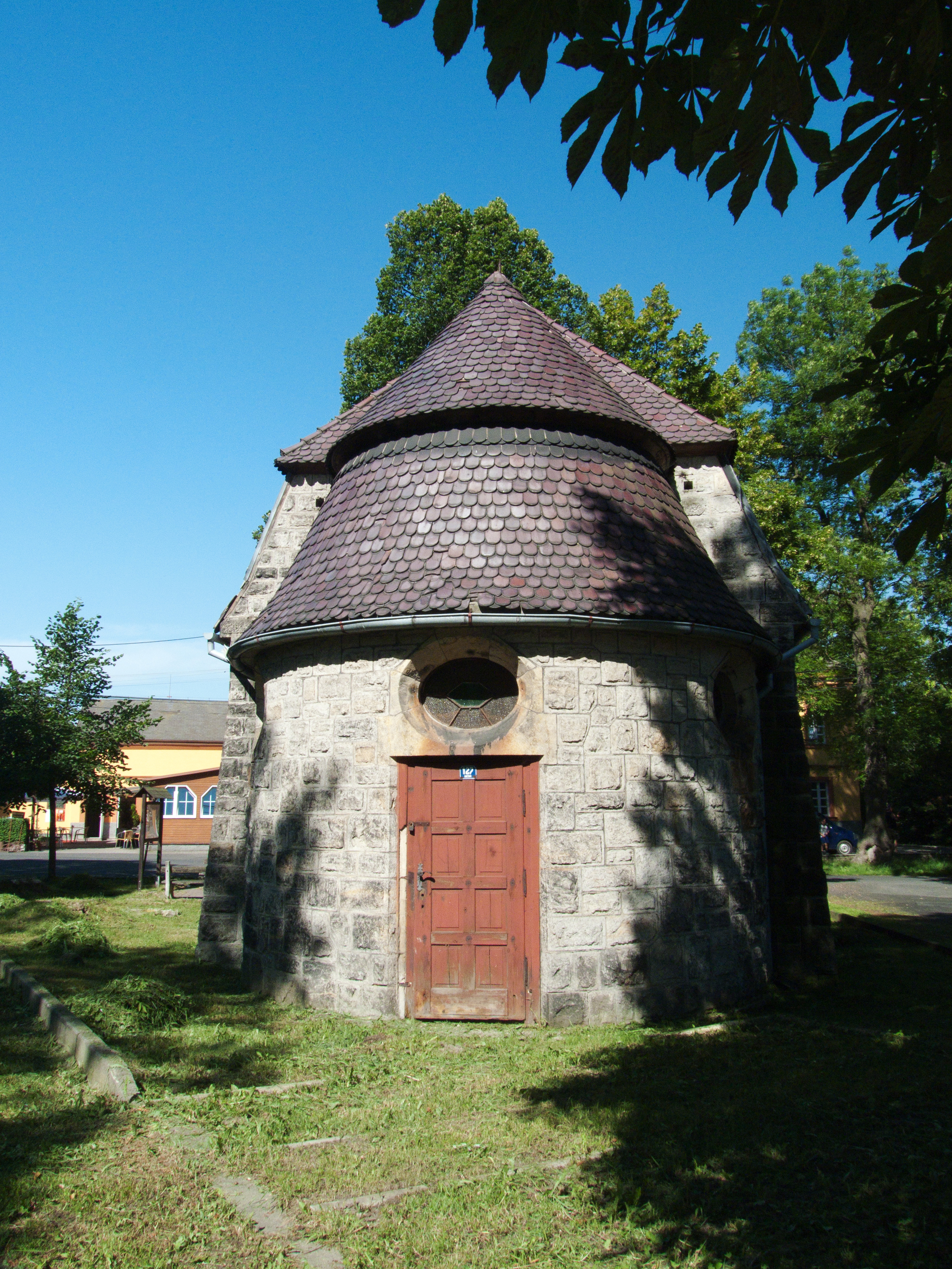
Kaple Jména Panny Marie na Sněžníku (pohled od východu)

Kaple byla vystavěn v secesním slohu z nadace hraběte Františka Thuna a jeho manželky v roce 1910. Návrhy kaple, včetně jejího vybavení, vypracovala podmokelská stavební firma Putz&Weber. Ve druhé dekádě 21. století o její obnovu usiluje občanské sdružení Přátelé děčínského Sněžníku.

## Architektura
Kaple je obdélná. Má oblý závěr, předsíň a nízkou vížku v průčelí. Krytá je mansardovou střechou. Uvnitř se nachází historizující oltář Panny Marie.
Zdivo je provedené z různě velikých, hrubě tesaných pískovcových kvádrů.